# Toxoproctis hemibathes
Toxoproctis hemibathes är en fjärilsart som beskrevs av Swinhoe 1906. Toxoproctis hemibathes ingår i släktet Toxoproctis och familjen tofsspinnare. Inga underarter finns listade i Catalogue of Life.